# Kap James
Kap James ist ein Kap, welches die Südspitze von Smith Island im Archipel der Südlichen Shetlandinseln bildet.
Der Name des Kaps ist in Landkarten enthalten, die auf den Arbeiten des britischen Polarreisenden Henry Foster zwischen 1828 und 1831 basieren. Foster benannte es nach dem britischen Seefahrer James Weddell (1787–1834). In einer Entfernung von drei bis fünf Kilometer westlich des Kaps liegen die Van Rocks.